# Hajime Sawada
Pour les articles homonymes, voir Sawada.
Hajime Sawada (沢田一), né à Tōkyō, au Japon, est un mangaka.

## Biographie
Hajime Sawada a grandi dans la préfecture de Yamagata. 

## Œuvres
- Sorcerous Stabber Orphen
- Blood of Matools (マトゥルスの血族, Maturusu no Ketsuzoku?)
- Butōken Hikaru.